# 梅西冰川
62°41′20″S 60°08′10″W / 62.68889°S 60.13611°W

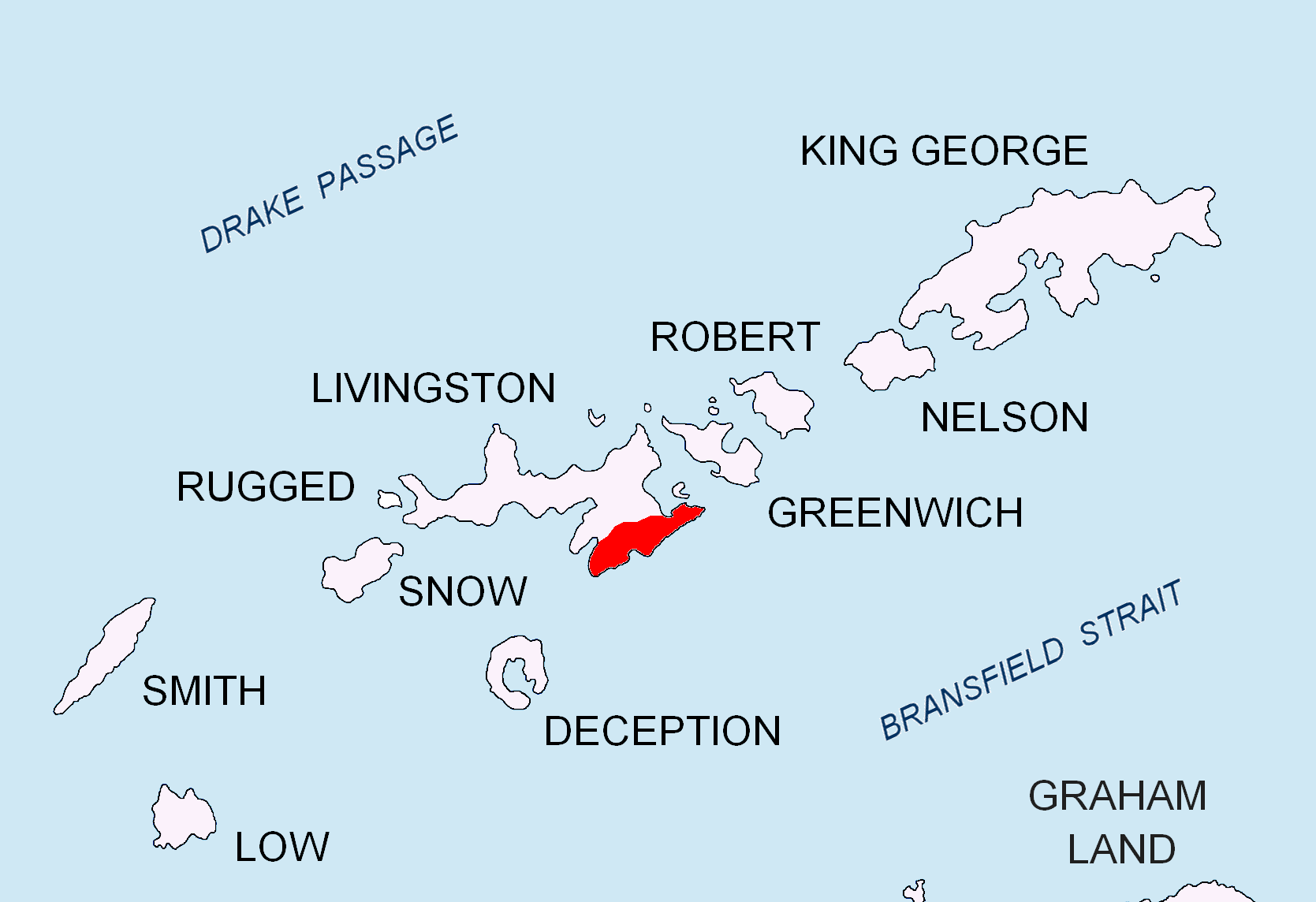

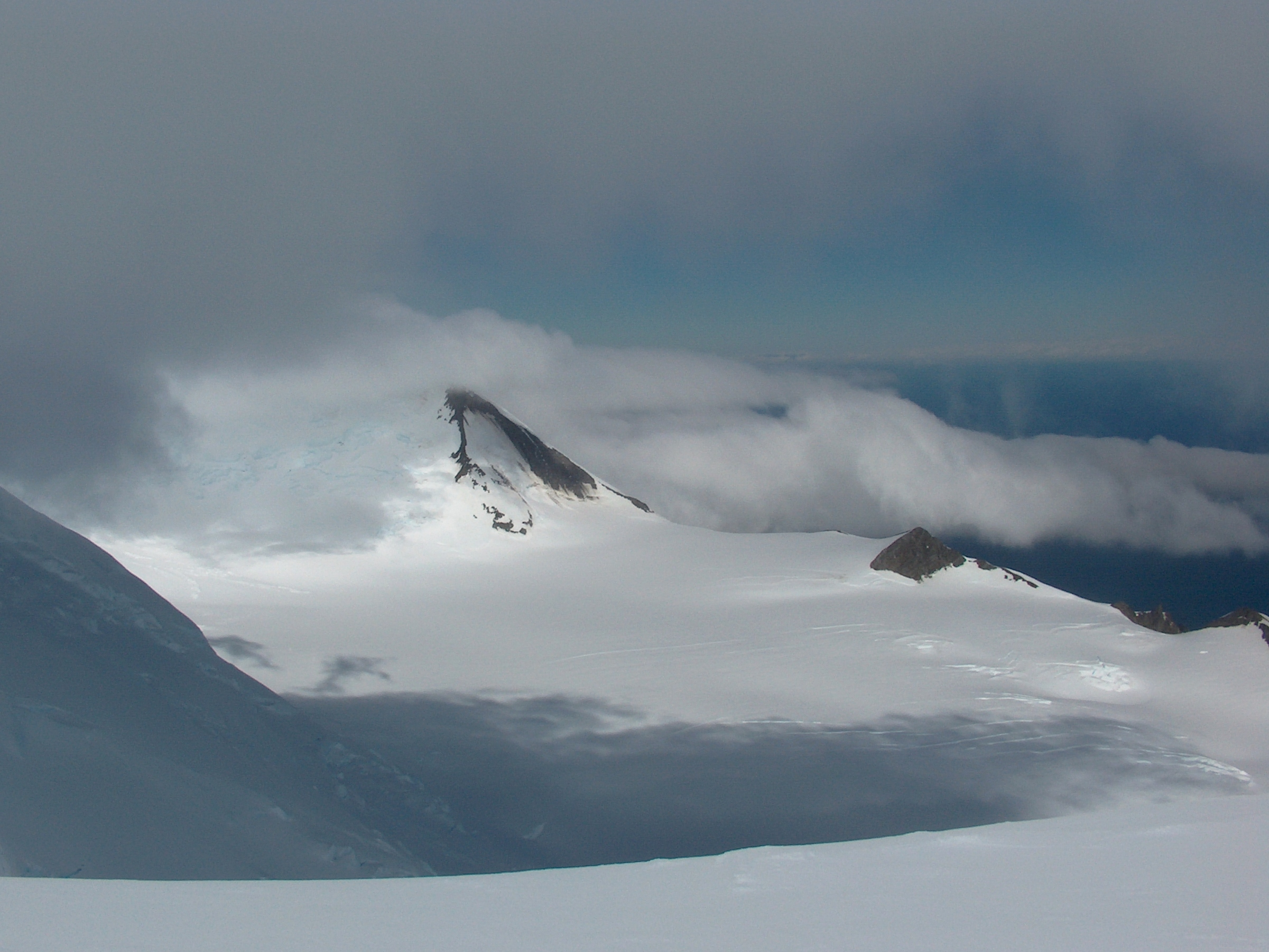

梅西冰川是南極洲的冰川，位於南設得蘭群島中利文斯頓島東部的騰格里山脈，西北面是弗里斯蘭嶺，東北面是列夫斯基嶺，最終注入布魯諾灣。

## 外部連結
- SCAR Composite Antarctic Gazetteer（页面存档备份，存于）.